# Lobva
La Lobva (en russe : Лобва) est une rivière de Russie qui coule dans 
l'oblast de Sverdlovsk, dans la région ouralienne de Sibérie occidentale. C'est un affluent de la rivière Lialia en rive gauche, donc un sous-affluent de l'Ob, par la Lialia, la Sosva, la Tavda, la Tobol et enfin l'Irtych.

## Géographie
La Lobva prend naissance sur le versant sud du massif Kanjakovski Kamen, l'un des hauts sommets de l'Oural septentrional. Après sa naissance, elle coule globalement en direction du sud-est tout en effectuant de nombreux méandres. Elle pénètre ainsi dans la plaine de Sibérie occidentale. Après avoir baigné la ville de Lobva, elle se jette dans la Lialia en rive gauche.

## Villes traversées
- La ville de Lobva est située à une trentaine de kilomètres du confluent avec la Lialia.

## Hydrométrie - Les débits mensuels à Lobva
La Lobva est un cours d'eau très irrégulier. Son débit a été observé pendant 58 ans (entre 1932 et 1989) à Lobva, petite ville située à 29 kilomètres en amont de son embouchure dans la Lialia. 
À Lobva, le débit inter annuel moyen ou module observé sur cette période était de 20,1 m3/s pour une surface de drainage de 2 940 km2, soit la presque totalité du bassin versant de la rivière.
La lame d'eau écoulée dans ce bassin versant se monte ainsi à 216 millimètres par an, ce qui peut être considéré comme modéré pour la région ouralienne. 
Rivière alimentée en partie par la fonte des neiges, mais aussi par les pluies de la saison chaude, la Lobva est un cours d'eau de régime nivo-pluvial. 
Les hautes eaux se déroulent de la fin du printemps au début de l'été, du mois d'avril au mois de juin inclus, avec un sommet bien net en mai, ce qui correspond au dégel et à la fonte des neiges. Le bassin supérieur, ouralien, bénéficie de précipitations abondantes en toutes saisons, particulièrement sur les hauts sommets. Elles tombent sous forme de pluie en saison estivale. Les pluies expliquent que le débit de juillet à septembre soit assez soutenu, bien qu'en légère decroissance continue. En octobre et surtout en novembre, le débit de la rivière baisse rapidement, ce qui mène à la période des basses eaux. Celle-ci a lieu de novembre à mars inclus et correspond à l'hiver et aux puissantes gelées qui s'étendent sur toute la région.  
Le débit moyen mensuel observé en mars (minimum d'étiage) est de 2,19 m3/s, soit moins de 3 % du débit moyen du mois de mai (80,8 m3/s), ce qui témoigne de l'amplitude très importante des variations saisonnières. Sur la durée d'observation de 58 ans, le débit mensuel minimal a été de 0,25 m3/s (250 litres) en février 1967, tandis que le débit mensuel maximal s'élevait à 167 m3/s en mai 1957.
En ce qui concerne la période libre de glace (de mai à septembre inclus), le débit minimal observé a été de 3,43 m3/s en septembre 1938, année de sécheresse dans la région.